# Dema
Dema (starogrško δῆμος) je bila manjša teritorialna in upravna enota v enem polisu v antični Grčiji, podobno današnjim občinam. Beseda δῆμος je že v zapisih v linearni pisavi B, pri Homerju pa v tem pomenu in tudi v pomenu pripadnik deme (kar je povezano tudi s tretjim pomenom, to je za skupni narod – demos). 
Najbolje dokumentiran sistem deme se nanaša na Atene, kjer je Klejsten s svojimi ustavnimi reformami leta 508 pr. n. št. ukinil staro rodovno-plemensko ureditev na štiri file z delitvijo na fratrije in rodove ter namesto tega razporedil prebivalce v deset teritorialnih fil. Vsaka  fila se je delila na tri tritije, tritija pa na več dem. V vsaki fili je ena tritija obsegala deme samega mesta, druga deme iz atične notranjosti, tretja deme iz priobalnih krajev.  Dema je postala teritorialna enota. Vsi državljani so bili popisani glede na kraj rojstva in označeni ne po rodu, kateremu so pripadali prej, temveč po tem, kateri teritorialni demi pripadajo. Tako so se trgale vezi med člani posameznih rodov. Po drugi strani so državljani, ki so bili zunaj rodov, prvič v demah dobili dostop do samouprave, saj je bila vsaka dema ne samo teritorialna, temveč tudi samoupravna enota. Dema je izbirala demarha, imela zemljo skupnosti, razpolagala z lokalnimi prihodki, imela je svoje finance in sprejemala lastne odloke (skupščina deme se je imenovala agora). Deme so morale skrbeti za popis svojih državljanov, vpis osemnajstletnikov med člane deme pa je bila glavna demarhova naloga (druge naloge so bile povezane s financami, vojsko in religijo). Po Herodotu je bilo skupno število dem 100 (po 10 za eno filo). Pozneje je to število postopno naraščalo do 174: majhna naselja so se združevala v eno demo.  Deme so se med seboj pomembno razlikovale po velikosti: nekatere so bile majhni zaselki, nekatere skoraj cela mesta, npr. Aharna in Elevzina, a je bil njihov vpliv izenačen na ravni tritija in file, pa tudi po sorazmerni zastopanosti v svetu 500 (bule – grško βουλή).  Po Klejstenovem obdobju je pripadnost demi (ob osebno ime je bilo dodano ime deme (demotikon)) postala nasledstvena po moški liniji in se ni menjala s spremembo kraja prebivališča. 
Sistem dem so poznali tudi v drugih grških polisih, v Kalimni, Halkidiki, na Kosu, v Elidi, Eretriji, Histiaji, na Rodosu, Stratoniki itd. (skupaj 24 polisov) , vendar vsaj polovica ni bila pod neposrednim vplivom Aten (prek kleruhije – vrsta kolonije) ali pod njenim posrednim vplivom (npr. Milet).

## Poznejša uporaba
Izraz "dema" (δῆμος/dēmos) se je uporabljal tudi v helenistični in rimski dobi. Do Bizantinskega cesarstva so s tem izrazom začeli označevati štiri nasprotne navijaške skupine pri dirkah dvokoles: "rdeči", "modri", "zeleni" in "beli".
V današnji Grčiji so dēmosi občine.